# Judge Poché Plantation House
Das Judge Poché Plantation House ist ein am Mississippi River gelegenes Herrenhaus einer vormaligen Plantage im Bundesstaat Louisiana der Vereinigten Staaten. Das Gebäude ist nach dem Juristen und Politiker Felix Pierre Poché benannt und steht unter Denkmalschutz.

## Geschichte
Das am State Highway 44 (Hausnummer 6554) in Convent, St. James Parish liegende Gebäude ließ der damalige Richter Felix Pierre Poché ab dem Jahr 1867 auf dem Grundstück einer rund 65 Hektar großen Zuckerrohrplantage errichten. Poché lebte hier mit seiner Familie bis zu seinem Umzug in das rund 70 Kilometer entfernte New Orleans im Jahr 1880. Ab diesem Zeitpunkt wurde die Anlage von ihm nur noch als Sommerresidenz genutzt. 1892 verkaufte er das Objekt an den Richter Henry Himel. Bis zur Jahrtausendwende hatte das Haus fünf weitere Besitzer; im Dezember 1980 wurde es unter Denkmalschutz gestellt (National Register of Historic Places). Im Jahr 2004 erwarb der Unternehmer Mark Anderson die Immobilie auf einer Auktion für 643.500 Dollar. Er wandelte das Haus zu einem noch heute bestehenden Bed-and-Breakfast-Betrieb um. Rund um den Park des Hauses entstand ein Reisemobil-Stellplatz mit 57 Plätzen. Als Folge der vom Katrina-Hurrikan verursachten Schäden im Großraum von New Orleans nahm Anderson rund 300 obdachlos gewordene und aus der Stadt Evakuierte für mehrere Wochen im Judge Poché Plantation House auf.

## Architektur
Das sogenannte Plantation House richtet sich mit seiner Frontfassade zum 200 Meter entfernt liegenden Mississippi, von dem es durch den Highway getrennt ist. Das aus Zypressenholz errichtete Gebäude ist zweigeschossig, wobei das zweite Geschoss teilweise bereits im querlaufenden Satteldach mit seinem mittigen, beidseitigen Zwerchhaus und zwei nach vorne weisenden Dachgauben liegt. Es verfügt über eine Front- und zwei Seitenveranden. Die Frontveranda ist mit abwechselnd ein- und zweisäuligen Stützpfosten versehen, die Seitenveranden nur mit einsäuligen. Im Gegensatz zu der Mehrzahl der Plantagenhäuser in Louisiana, die in einem griechisch-neoklassischen Stil errichtet wurden, ist die Gestaltung des Poché-Hauses erkennbar von der Viktorianischen Architektur beeinflusst. So finden sich Ochsenaugen-Applikationen an Gauben und Pfosten der Frontfassade.